# Рајхенбах ам Хојберг
Рајхенбах ам Хојберг (њем. Reichenbach am Heuberg) општина је у њемачкој савезној држави Баден-Виртемберг. Једно је од 34 општинска средишта округа Тутлинген. Према процјени из 2010. у општини је живјело 528 становника. Посједује регионалну шифру (AGS) 8327040.

## Географски и демографски подаци
Рајхенбах ам Хојберг се налази у савезној држави Баден-Виртемберг у округу Тутлинген. Општина се налази на надморској висини од 748 метара. Површина општине износи 6,1 km². У самом мјесту је, према процјени из 2010. године, живјело 528 становника. Просјечна густина становништва износи 87 становника/km².